# 卡利尼夫卡 (日達喬夫區)
49°29′34″N 24°18′46″E / 49.49278°N 24.31278°E
卡利尼夫卡（烏克蘭語：Калинівка），是烏克蘭西部的村莊，隸屬利維夫州的斯特雷區。該村處於克里武利亞河畔，面積0.58平方公里，海拔高度260米，2001年人口142，人口密度每平方公里244.83人。